# Урбания (фильм)
«Урбания» (англ. Urbania) — фильм режиссёра Джона Шира по мотивам пьесы Дэниэла Рейца «Городские предания».

## Сюжет
Грани между прошлым и настоящим, реальностью и фантазиями героя в сюжете отсутствуют. Привлекательный молодой гей по имени Чарли бродит бессонными ночами по улицам Манхэттена, встречая разных людей: бездомного бродягу, который неизменно спит на однои и том же месте, своего бойфренда Криса, убитого гомофобом, парня с девушкой, которые живут этажом выше и всегда очень шумно занимаются сексом. Чарли встречает таинственного молодого человека с татуировкой на плече и знакомится с ним. Парня зовут Дин. Чарли намеревается отомстить бедолаге за страдания своего любимого Криса. Он отвозит Дина на безлюдный пустырь и собирается перерезать ему горло, ровно то же когда-то Дин сделал с Крисом. Но расправа не состоялась: с Дином случился внезапный эпилептический припадок, да и Чарли противна сама идея мести по принципу «око за око». Герой возвращается к Крису, чтобы объяснить мотивы своего поступка.

## В ролях
| Актёр         | Роль      |
| ------------- | --------- |
| Дэн Футтерман | Чарли     |
| Мэтт Кислар   | Крис      |
| Пейдж Турко   | Кассандра |
| Гэбриел Олдз  | Рон       |

## Отзывы критиков
На сайте Rotten Tomatoes по состоянию на май 2012 года фильм имеет 70-процентный «свежий» рейтинг (подсчитан на основе отзывов 27 рецензентов) со средним баллом 6.8 из 10 возможных.